# Сан-Карлус (Сан-Паулу)
Сан-Карлус (порт. São Carlos) — місто в бразильському штаті Сан-Паулу. Складова частина мезорегіона Араракара. Входить в економіко-статистичний мікрорегіон Сан-Карлус. Населення становить 254 857 людини на 2022 рік. Займає площу 1 136,907 км². Щільність населення — 224,17 чол./км².
Місто засноване в 1857 році. Свято міста — 4 листопада.

## Відомі люди
- Рональд Голіаш (1929—2005) — бразильський кіноактор.